# Alexander Axén
Bength Alexander Axén (Örebro, 15 ottobre 1970) è un allenatore di calcio svedese.

## Carriera
Da giocatore non ha mai raggiunto la massima serie, arrivando al massimo al secondo campionato nazionale.
Nel 2000 ha iniziato ad allenare un club in cui aveva militato in precedenza, il Rynninge IK, guidandolo fino al 2006.
Nell'agosto 2007 è approdato in Norvegia allo Idrettsklubben Start, nelle vesti di vice del concittadino Benny Lennartsson, senza riuscire a salvare il club dalla retrocessione. Nel 2008 ha avuto un'altra esperienza da vice allenatore, questa volta nella sua città natale Örebro, assistendo Sixten Boström.
Nel 2009 ha firmato un contratto triennale da capo allenatore del GAIS, squadra militante in Allsvenskan. Ha collezionato tre salvezze (tra cui un 5º posto nel 2011), poi nel luglio 2012 si è dimesso con la squadra penultima in classifica.
Nel 2013 è tornato a ricoprire il ruolo di vice all'Örebro, ma nel giugno 2014 è diventato prima guida della squadra quando Per-Ola Ljung ha accettato il trasferimento sulla panchina del GAIS. In quella stagione il neopromosso Örebro ha terminato la Allsvenskan al 6º posto. Nei campionati 2015 e 2016 ha condotto la squadra al 9º posto in classifica in entrambe le occasioni.
Il 19 agosto 2017, mentre la squadra si avviava verso una probabile salvezza, Axén ha comunicato di voler lasciare la guida dell'Örebro al termine della stagione, quando il suo contratto sarebbe scaduto. Quattro giorni più tardi è stato annunciato che l'ultima partita di Axén sulla panchina dei bianconeri sarebbe stata quella successiva, giocata il 27 agosto sul campo del GIF Sundsvall. A pochi giorni dall'addio all'Örebro, ha iniziato a lavorare stabilmente in televisione ricoprendo il ruolo di esperto anche in occasione delle partite di Allsvenskan.
L'8 settembre 2024 è tornato a ricoprire un incarico all'interno di un club, diventando consulente sportivo del suo vecchio club Örebro SK che in quel momento era coinvolto nella lotta per non retrocedere dalla Superettan 2024.